# Echo Records
Echo Records är ett brittiskt indieskivbolag, grundat 1994.

## Artister (urval)
- Black Rebel Motorcycle Club
- Marc Almond
- Melanie Garside
- Moloko
- Róisín Murphy